# Aldeia da Roupa Branca
A Aldeia da Roupa Branca é um filme português de 1938, realizado por Chianca de Garcia.
Esta longa-metragem estreou-se em 1939, sendo uma comédia de cunho popular.

## Elenco
- Beatriz Costa - Gracinda
- Manuel Santos Carvalho - Tio Jacinto
- José Amaro - Chico
- Óscar de Lemos - Luís
- Elvira Velez - Quitéria
- Armando Machado - Zé da Iria
- Octávio de Matos - Simão
- Jorge Gentil - Chitas
- Mário Santos - Borges
- Maria Salomé
- João Silva